# 2015년 FIFA 여자 월드컵 선수 명단
이 문서에서는 2015년 FIFA 여자 월드컵에 참여한 선수 명단을 정리한다.